# XVI Giochi paralimpici invernali
I XVI Giochi paralimpici invernali (16th Winter Paralympic Games in inglese) si svolgeranno a Salt Lake City e nello Utah, negli Stati Uniti d'America, nel marzo 2034. Sarà la seconda volta che la capitale dello Utah ospiterà i giochi paralimpici invernali, dopo quelli del 2002.

## Assegnazione
Come da accordi del 2001 tra il Comitato Paralimpico Internazionale e il Comitato Olimpico Internazionale, il paese selezionato per ospitare i giochi olimpici dovrà ospitare anche i corrispondenti giochi paralimpici. Il 24 luglio 2024 durante la 142ª sessione del CIO svoltasi a Parigi, la città di Salt Lake City in associazione con lo stato dello Utah ha ottenuto l'organizzazione dei XXVII Giochi olimpici invernali e di conseguenza anche dei XVI Giochi paralimpici invernali. La città delle montagne rocciose è stata nominata con 83 voti a favore, 6 contrari e 6 astensioni. Contestualmente è stata assegnata alle Alpi francesi l'organizzazione dell'edizione precedente.